# Боговинє
Боговинє (мак. Боговиње, алб. Bogovina) — село в Республіці Македонія, адміністративний центр громади Боговинє.

## Географія
Село розташоване в районі Полог, в 15 км на південь від Тетово.

## Історія
До XIX столітті село було частиною Османської імперії.

## Населення
Населення села за переписом населення проведеної в 2002 році становило 6328 осіб, з них
- албанців — 6273 людини;
- роми — 5 осіб;
- македонців — 1 людина;
- жителів інших національностей — 49 осіб.

У таблиці наведено кількість населення за всі роки перепису:
| Рік перепису населення | 1900 | 1905 | 1948  | 1953  | 1961  | 1971  | 1981  | 1994  | 2002  |
| ---------------------- | ---- | ---- | ----- | ----- | ----- | ----- | ----- | ----- | ----- |
| Населення              | 470  | 480  | 2.139 | 2.359 | 2.746 | 3.661 | 4.619 | 5.670 | 6.328 |